# Église du Saint-Esprit et centre paroissial
L'Église du Saint-Esprit et le centre paroissial (en finnois : Pyhän Hengen kirkko ja seurakuntakeskus) est une église située à Wolfsburg en Basse-Saxe en Allemagne.

## Architecture
Classée monument sacré moderne, l'église du Saint-Esprit est située dans le quartier d'Eichelkamp, au sud-ouest du centre-ville.
L'ensemble de bâtiments, conçus par l'architecte finlandais Alvar Aalto, comprend l'église, une salle paroissiale et un jardin d'enfants.
Formant un groupe de bâtiments relativement isolé dans l'environnement de la cité-jardin, l'ensemble a été achevé en 1962.
Les éléments les plus remarquables sont son clocher de 32 m de haut et sa nef lumineuse et spacieuse.
L'église est en forme de trapèze qui se rétrécit vers l'est. Il n’y a donc pas un seul angle droit au rez-de-chaussée.
La voute est une vague en bois divisée en cinq panneaux qui commence derrière l'autel et s'étend sur toute la nef.
Les bâtiments sont construits en maçonnerie de briques à l'exception du clocher en béton.
L'église est l'édifice central peint en blanc avec un plan approximativement trapézoïdal qui se rétrécit vers l'autel. Le toit est recouvert de plaques de cuivre et s'incline vers le côté de l'autel où le toit incurvé atteint presque le sol.
La voute a une fonction acoustique et elle symbolise aussi une main qui vient de l'Est, le lieu du salut eschatologique, pour protéger et bénir le visiteur et la communauté de culte.
L'entrée de l'église se fait par un porche et, vue de l'intérieur, est décalée du côté opposé à l'autel. Sur une partie du côté nord-est se trouve une façade de vitraux à structure irrégulière avec des poutres en bois courbées sur le bord supérieur. Du côté nord-ouest se trouve une grande verrière dont les carreaux sont séparés les uns des autres par le prolongement des nervures à l'intérieur.
Les bancs sont disposés en rangées qui se rétrécissent en approchant de l'autel. Les longues rangées de bancs sont inclinées afin de voir l'autel et la chaire depuis tous les sièges.
Il y a environ 300 places assises.
Un crucifix est suspendu derrière le large autel en marbre gris clair. Plusieurs antependia ont été conçus par Elissa Aalto.
La chaire simple, de couleur dominante blanche, se dresse sur le mur à gauche de l'autel. À droite de l'autel se trouve un chandelier en marbre.
L'espace des fonts baptismaux est également remarquable, les fenêtres au plafond y sont disposées de telle manière que, de l'intérieur, elles semblent faire partie d'une tour. En fait, les fenêtres n’ont aucune signification architecturale particulière mais théologique : lors du baptême, l'Esprit de Dieu peut descendre sur le baptisé « verticalement d'en haut ».
Ces quelques détails démontrent la profonde compréhension théologique avec laquelle Alvar Aalto a conçu cet espace religieux.
La salle paroissiale comprend quatre œuvres de Marc Chagall provenant de la vaste collection de la paroisse. Le mobilier, y compris les détails tels que les lampes et les poignées de porte, a été conçu par Alvar Aalto.
Certaines pièces latérales sont accessibles par deux portes depuis l'intérieur de l'église.
Le clocher blanc séparé porte des cloches suspendues les unes au-dessus des autres.
L'église est ouverte 7 jours sur 7, de 9h à 18h.

## Histoire
Le 5 novembre 1958, l'architecte finlandais Alvar Aalto a été chargé de concevoir l'église et le centre communautaire.
Alvar Aalto avait déjà commencé le projet de centre culturel du centre-ville de Wolfsburg. Le 1er janvier 1961, la paroisse évangélique luthérienne « Heilig-Geist » du district de Klieversberg devient indépendante.
La première pierre du nouveau bâtiment a été posée le 12 août 1961.
Le centre communautaire a été ouvert en mars 1962 et l'église a été consacrée le 6 juin de la même année.
La garderie attenante, également conçue par Alvar Aalto, a ouvert ses portes en octobre 1964.
En 1999, le clocher a dû être entièrement rénové.
Depuis 2015, l'église appartient à la congrégation Lukas, formée de trois paroisses à l'ouest du centre-ville, celles de l'église du Saint-Esprit, de la Kreuzkirche et de la Pauluskirche.
En 2020, on a appris que l’ensemble des bâtiments de l’église et du centre communautaire avait besoin d’être rénové. La paroisse ne pouvant pas supporter des coûts s'élevant à plusieurs millions d'euros, elle envisage une vente partielle des bâtiments,.

## Galerie

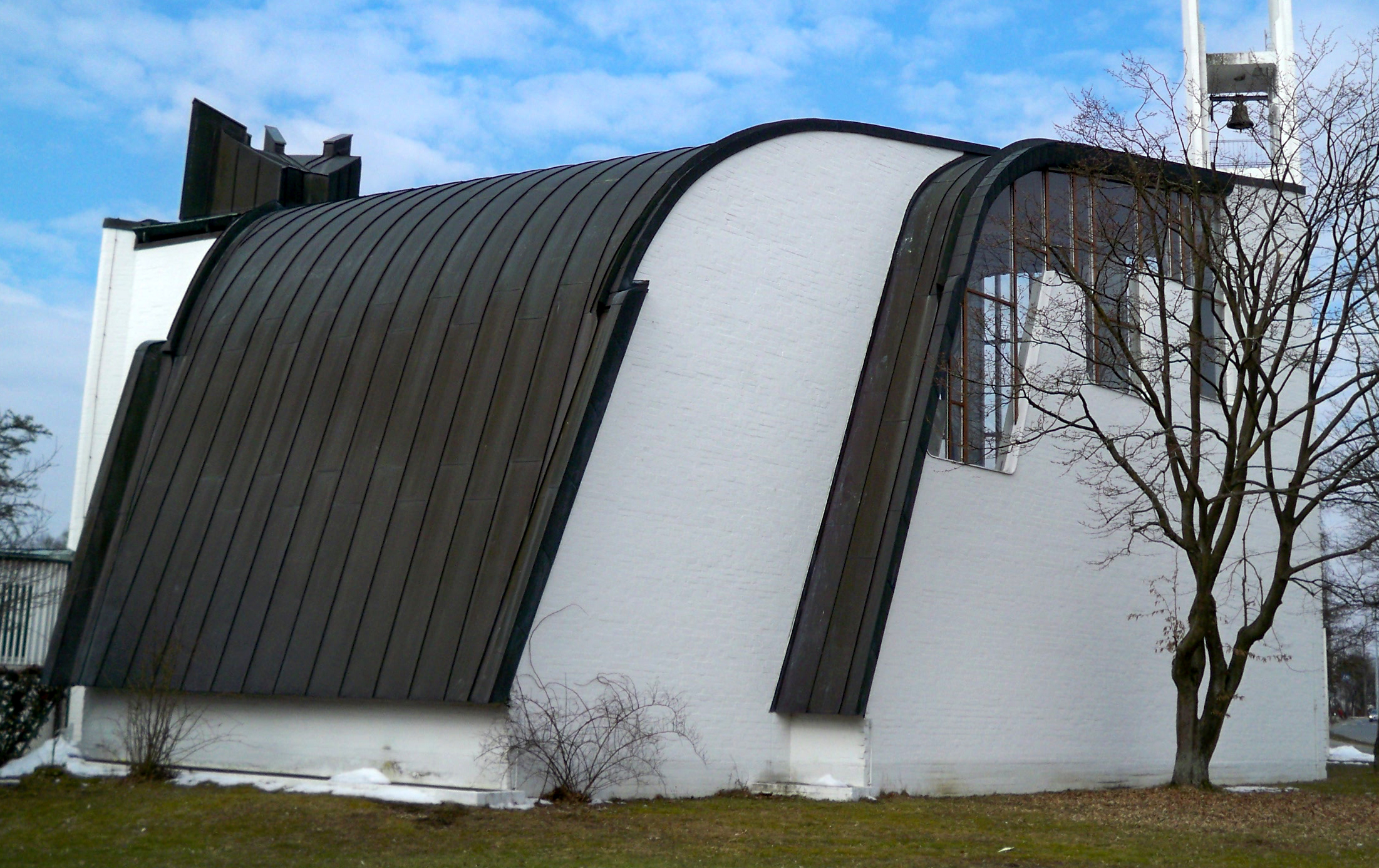